# FC Shukura Kobouleti
Maillots
Actualités
Le Football Club Shukura Kobuleti (en géorgien : საფეხბურთო კლუბი შუქურა ქობულეთი), plus couramment abrégé en Shukura Kobuleti, est un club géorgien de football fondé en 1968 et basé dans la ville de Kobuleti.

## Palmarès
| Compétitions nationales                                         |
| --------------------------------------------------------------- |
| - Championnat de Géorgie D2 (2) : - Champion : 2013-14 et 2020. |

## Personnalités du club

### Présidents du club
- Revaz Chelebadze

### Entraîneurs du club
- Giorgi Chelidze

## Historique du logo

Ancien logo.
Logo actuel.